# Lans-en-Vercors
Lans-en-Vercors là một xã thuộc tỉnh Isère trong vùng Rhône-Alpes đông nam nước Pháp. Xã này nằm ở khu vực có độ cao từ 902-1960 mét trên mực nước biển. Theo điều tra dân số năm 1999 của INSEE có dân số là 2303 người.

## Thành phố kết nghĩa
- Saint-Donat, Lanaudière, Quebec, Canada (1990)